# Fédération internationale des associations de multimédia
La Fédération internationale des associations de multimédia (International Federation of Multimedia Associations) est un organisme non gouvernemental, créé selon la charte canadienne en 1997 à l'initiative d’Hervé Fischer. 

## Son mandat
Elle a pour mandat de regrouper les diverses associations nationales et thématiques de multimédia (essentiellement des petites et moyennes entreprises de multimédia développant des technologies, des services et des contenus) et de développer un réseau international de partenaires, notamment avec les grandes Agences des Nations unies, l'UNESCO, l'Organisation internationale de la francophonie, le Commonwealth et les espaces hispanophone et lusophone, ainsi que des partenaires majeurs, notamment corporatifs et des fondations. 
Elle vise à favoriser les échanges entre ses membres et ses partenaires et s'implique dans des causes globales, telles que la diversité culturelle et linguistique, le développement numérique des pays pauvres et la réduction de la fracture numérique, la lutte en faveur de l'électronique verte, le respect de la propriété intellectuelle et de la vie privée, l'analyse de l'impact des technologies numériques sur la société, l'éducation, la santé publique, la culture, la diffusion des arts numériques, un label de qualité des contenus et services. 
La FIAM est accréditée auprès des Nations unies depuis 2004 avec statut consultatif pour le programme ECOSOC (Développement économique et social)

## Sommets mondiaux de l'internet et du multimédia
Outre sa participation aux Sommets de la Société de l'information et à de nombreux forums et congrès régionaux, la FIAM a organisé une série de Sommets mondiaux de l'Internet et du multimédia :
- 1er Sommet à Montréal en 1999 ;
- 2e Sommet à Abou Dabi en 2000 ;
- 3e Sommet à Montreux en 2001 ;
- 4e Sommet à Pékin en 2004 ;
- 5e Sommet à Shenyang en 2009.

## Activités régulières
Travaillant dans l'esprit du programme ECOSOC des Nations unies, la FIAM s'implique dans le développement de zones internationales de développement et de coopération internationale dans des Parcs numériques et a initié l'Académie internationale de la FIAM, qui vise à assurer à la demande une formation aux technologies numériques, en faisant appel à des professionnels des entreprises, à des universitaires et à des artistes.
Le siège social de la FIAM est à Montréal. Elle a des bureaux en Chine et en Europe.